# Eduard W. Diehl
Eduard W. Diehl (* 12. Februar 1917 in Saarbrücken; † 19. August 2003 in Medan auf Sumatra) war ein deutscher Arzt sowie ein Entomologe.

## Leben
Eduard Diehl wurde 1917 in Saarbrücken geboren. Er studierte Medizin und wurde Facharzt für Chirurgie. Nach Aufenthalten in Madagaskar und Saudi-Arabien wurde er 1961 durch Franzosen angeworben, die für Sumatra Ärzte suchten, und ließ sich in Dolok Merangir nieder. Später machte er sich dort in Pematang Siantar selbständig und führte dort bis zu seinem Tode 2003 eine Privatklinik.
Diehl war mit einer Indonesierin verheiratet und hatte zwei Kinder.
Ernst Jünger, der ihn auf Sumatra einmal besucht hatte, überlieferte, 1988 sei ein gedungener Mörder in Diehls Haus eingedrungen, aber überwältigt worden. Die Köcherfliege Himalopsyche diehli ist 1971 vom Entdecker Hans Malicky nach Diehl benannt worden. Seine bedeutende Insektensammlung befindet sich heute in der Universität Saarbrücken.

## Werke
- Die Sphingiden Sumatras, Heterocera Sumatrana Band 1, London 1980, ISBN 0-86096-014-5